# Geeknet
Geeknet, Inc., ранее SourceForge, Inc., VA Software Corporation, VA Linux Systems и VA Research — компания, ведущая разработку системы совместной разработки SourceForge, и владеющая несколькими крупными сайтами, такими как SourceForge.net и Slashdot. Штаб-квартира компании находится в Маунтин-Вью, Калифорния

## История
Основанная в 1993 г. как VA Research студентом Стэнфордского университета Лари Августином (Larry Augustin) вместе со своим партнером Джеймсом Вера (James Vera), компания занималась сборкой и продажей персональных компьютеров с установленной на них операционной системой Linux как альтернатива дорогим рабочим станциям с операционной системой Unix. Они были одними из первых поставщиков компьютеров с предустановленной операционной системой Linux. В течение первого года их бизнес был очень прибыльным и показывал значительный рост.
В начале 1999 г. VA покупает своего главного соперника, компанию Linux Hardware Solutions и меняет своё название на VA Linux Systems и начинает планировать вступление в IPO. VA также выигрывает соревнование бизнес-планов на владение доменом linux.com.
24 мая 2007 г. компания объявила о изменении своего названия с VA Software на SourceForge, Inc.
В конце 2008 года прекратилась публикация новостей на Linux.com. 1 января 2009 на сайте появилось сообщение о неких грядущих изменениях, по юридическим причинам неназываемых. Тогда же в блоге на сайте roblimo.com появилось сообщение, что редактор Linux.com, Робин «Roblimo» Милер, был уволен вместе с более чем 50 другими сотрудниками.
3 марта было объявлено, что домен переходит к Linux Foundation. При этом SourceForge, Inc. продолжит предоставлять место для него на своих серверах и продавать рекламные места на нём.
4 ноября 2009 года компания объявила о своём переименовании в «Geeknet, Inc.».
4 августа 2010 года президент и главный исполнительный директор Geeknet Скотт Кауффман ушел в отставку, его заменил исполнительный председатель Кеннет Лангоне, а компания изменила свой тикерный символ на GKNT.
10 августа 2010 года операционный директор Джейсон Бэрд и директор по маркетингу Майкл Рудольф подали в отставку с 31 августа 2010 года.
30 сентября 2010 года в отставку ушел главный технический директор Джей Сейрмарко.
С 31 января 2011 года компания Geeknet назначила Мэтью К. Бланка, бывшего генерального директора и председателя совета директоров Showtime Networks, членом своего совета директоров.
29 октября 2011 года компания переименовала свой сайт «Freshmeat» в «Freecode».
В сентябре 2012 года Slashdot, SourceForge и Freecode были проданы компании Dice Holdings за 20 миллионов долларов.
26 мая 2015 года было объявлено, что компания Hot Topic сделала предложение о приобретении Geeknet за 17,50 долларов за акцию, оценив компанию в $122 млн. Однако 29 мая 2015 года стало известно, что неуказанная компания сделала встречное предложение в размере 20 долларов за акцию; Hot Topic было дано время до 1 июня 2015 года, чтобы перебить новое предложение. 2 июня 2015 года было объявлено, что сеть магазинов видеоигр GameStop приобретет Geeknet за 140 миллионов долларов, заплатив 20 долларов за акцию.

## Деятельность
SourceForge управляет SourceForge.net, Slashdot, IT Manager’s Journal, и Freshmeat.

## Сайты
- SourceForge.net
- freshmeat
- Slashdot
- ThinkGeek

Ранее
- Linux.com
- Ohloh
- Newsforge